# 가메히메 (1560년)
카메히메(일본어: 亀姫 かめひめ[*], 에이로쿠 3년 6월 4일 (1560년 6월 27일) - 간에이 2년 5월 27일 (1625년 7월 1일))는 도쿠가와 이에야스의 장녀이다. 어머니는 츠키야마도노 (세나 이마가와씨)로, 마츠다이라 노부야스와 동복남매이다. 오쿠다이라 노부마사의 정실이다.

## 약력
에이로쿠 3년 (1560년), 슨푸에서 태어났다. 겐키 4년 (1573년) 경에 이에야스가 오쿠미카와에서 타케다씨의 세력을 견제하기 위해 오쿠다이라씨의 귀순을 시도했을 때, 오다 노부나가의 제안으로 카메히메와 신시로성 성주 오쿠다이라 노부마사의 약혼이 제시 조건 중 하나가 되어, 나가시노 전투를 둘러싼 전공에 대한 이에야스의 포상으로 덴쇼 4년 (1576년) 7월, 노부마사에게 시집갔다 (「도쿠가와 막부 가보(徳川幕府家譜)」『도쿠가와 제가계보 제1(徳川諸家系譜第一)』). 평생, 노부마사는 단 한명의 측실을 두지 않았고, 자녀 모두 카메히메의 소생이다 (4남 1녀 (이에마사, 이에하루, 타다마사, 타다아키라, 오오쿠보 타다츠네의 정실). 게이초 5년 (1600년), 세키가하라 전투의 전승으로 게이초 6년 (1601년), 남편 노부마사가 미노 카노 10만석에 봉해지고, 3남 타다마사와 함께 카노로 이주함에 따라, 카노고젠(加納御前)ㆍ카노노카타(加納の方)라 불리게 되었다. 이윽고, 타다마사, 우츠노미야번 적남 이에마사, 노부마사 부자들의 잇따른 사망에 의해, 출가하여 쇼토쿠인(盛徳院)이라 칭하고, 어린 나이에 번주가 된 손자들의 후견인이 되었다.
간에이 2년 (1625년), 카노에서 66세의 나이로 사망했다. 계명은 盛徳院殿香林慈雲大姉이다. 묘소는 코코쿠지 (기후현 기후시), 호조지 (아이치현 오카자키시), 다이젠지 (아이치현 신시로시)에 있다. 4명 있던 여동생들은 모두 먼저 세상을 떠났다.

## 우츠노미야성 츠리텐죠 사건과 카메히메
카메히메는 <우츠노미야성 츠리텐죠 사건>의 배후라는 설이 있다.
적남 이에마사의 남겨진 아이로, 불과 7살에 우츠노미야번 번주가 된 손자 오쿠다이라 타다마사는 12세때, 시모우사 코가번으로 전봉되었다. 타다마사 대신 우츠노미야에 입봉한 것은 혼다 마사즈미였다. 카메히메는 마사즈미를 달가워하지 않았다. 그 이유는 오오쿠보 타다치카 실각 사건때문이다.
노부마사ㆍ카메히메 부부의 외동딸이 오오쿠보 타다치카의 적자 오오쿠보 타다츠네에게 시집갔기 때문에, 오오쿠보씨와 오쿠다이라씨의 관계는 긴밀했다. 그러나, 사위 타다츠네가 일찍 세상을 떠났고, 부탁받은 타다치카는 불가피한 개역이 되어, 마음 아파하던 카메히메는 마사즈미와 그의 아버지 혼다 마사노부가 간계로 타다치카를 모함했다고 생각했다. 더욱이, 타다마사의 전봉도 참을 수 없었다. 어린 나이였기 때문에, 이봉이라면 타다마사 상속 당시 7세 시절에 해야할 것을 12살까지 성장한 후의 쿠니가에였기 때문이다. 게다가 그때까지의 오쿠다이라가가 10만 석이었는데, 마사즈미가 되자마자 15만 석이라는 것도 용납할 수 없었다.
그래서, 이복동생인 2대 쇼군 도쿠가와 히데타다에게 닛코 참배를 위해 우츠노미야성에 숙박할 때, 마사즈미에게는 욕실에 츠리텐죠를 설치해 쇼군을 암살할 계획이 있다고 누설했다고 한다. 츠리텐죠 자체는 사실무근이었으나, 마사즈미는 유배가게 되었다. 그 후에는 다시 타다마사가 우츠노미야번으로 배치되었다는 것이다.
또, 시모우사 코가로 쿠니가에의 이사에 얽힌 이런 일화가 있다. 본래, 사물 이외에는 그대로 신입봉 가문을 위해 남겨두고 떠나도록 법도로 정해져 있던 곳을 오쿠다이라가는 장지문, 후스마(襖), 다다미까지도 철거하게 하였다. 심지어, 저택 안의 대나무와 나무까지를 파헤쳐 일체를 가져가려 했다. 이를 들은 마사즈미의 가신이 황급히 달려와 국경에서 멈춰 세웠고, 그 잘못을 책망받고 반환했다는 내용인데, 사실여부는 확실하지 않다.

## 그 외
2008년 4월부터 아이치현 신시로시 제작 시정방송 (토요하시 케이블 네트워크로 방영)의 네비게이터로서, 카메히메를 캐릭터화한 것을 등장시키고 있다. 또, 묘소인 다이젠지 앞 도오리는 신시로역 전재개발공사에 의해 "카메히메도오리"로 정비되었다.

## 카메히메가 나온 작품
- 도쿠가와 이에야스 (1983년, NHK대하드라마) - 배우 하라 히데코
- 도쿠가와의 여자 (1997년 3월 20일, 테레비도쿄 4시간 스페셜 시대극) - 배우 모토쿠라 사츠키